# Mõisaküla
Mõisaküla je grad u okrugu Viljandimaa, jugoistočna Estonija. Prema broju stanovnika ovo je najmanje estonsko naselje s gradskim pravima. Nalazi se u blizini granice s Latvijom.
U gradu živi 1.081 stanovnika (2006.), a prostire se na 2,3 km2.
Mõisaküla je nastala na močvarnom području dvorca Abja. Gradska prava dobiva 1. svibnja 1938. godine. Razvoj grada usko je povezna uz željeznicu. Zbog udaljenosti i nedostatka prometnih veza Mõisaküla pripada slabije razvijenim gradovima u zemlji.
Mõisaküla je rodno mjesto olimpijskog osvjača medalja, dizača utega, Arnolda Luhaäära. Luhaäärove medalje su trenutačno u stalnom postavu u Muzeju Mõisaküla.

## Vanjske poveznice
- Službene stranice